# Jean Ier de Vendôme
 (janvier 2017).
Pour les articles homonymes, voir Jean Ier.
Jean Ier de Preuilly (1110 † 1182) comte de Vendôme (1145-1182), fils de Geoffroy III Grisegonel et de Mathilde (ou Mahaut) de Châteaudun.
Il assura le gouvernement du comté dès le départ de son père en croisade en 1137 et devint comte à la mort de ce dernier à son retour de Terre Sainte. 
Le suzerain du comté de Vendôme était depuis Foulques l’Oison le comte d’Anjou. Ce comté finit par se transmettre au roi Henri II Plantagenêt, et Jean Ier se retrouva à combattre dans le camp anglais contre le roi Louis VII le Jeune.
Thibaud V de Blois, comte de Blois s'empara en 1161 de la ville de Vendôme, mal fortifiée, et assiégea son château. Mais la résistance du comte Jean Ier et de ses fils Bouchard et Lancelin fit que le comte de Blois, battu par une armée envoyée en secours par le comte d’Anjou, fut obligé de lever le siège. En 1170, Vendôme fut le siège d’une entrevue entre les rois de France et d’Angleterre, entrevue qui déboucha sur une trêve.
En 1173, un conflit opposa Henri II à ses fils. Ce conflit se transposa dans la famille comtale de Vendôme, puisque Jean Ier soutint le père, alors que Bouchard soutint les princes. Bouchard occupa de force le château et ferma les portes de la ville à son père. Mais les jeunes princes anglais furent soumis et Bouchard dut, lui aussi, se soumettre à son père.
Le conflit latent avec l’abbaye de la Trinité atteignit son paroxysme en 1176. Jean Ier chassa les moines qui durent se réfugier à Angers. Excommunié, il dut partir combattre en Terre Sainte. C’est à son retour qu’il mourut, en 1182 à La Charité-sur-Loire.
Son corps est ramené puis inhumé à Vendôme dans le collégiale Saint-Georges de son château

## Enfants
Selon Gabriel du Puy-du-Fou, auteur en 1668 d'une histoire très critiquée de sa famille, Jean Ier épousa en premières noces Berthe du Puy-du-Fou, d’où :
- Bouchard IV ;
- Lancelin († vers 1195) ;
- Mathilde, mariée à Henri, comte de Trégor et de Goëlo ;
- Mathilde, mariée à Hugues II, seigneur d'Amboise.

Veuf il se remaria avec Richilde de Lavardin, héritière de la seigneurie de Lavardin, d'où :
- Geoffroy, qui fut tuteur de son petit-neveu Jean II, comte de Vendôme de 1202 à 1211 ;
- Barthélémy, archevêque de Tours de 1174 à 1206.

Ayant eu la seigneurie de Lavardin en sa possession, il ne voulut pas la laisser s’échapper. À la mort de Richilde,  il confia la terre à son fils aîné Bouchard.
Selon la version proposée par le généalogiste Dominique Barthélémy, tous les enfants de Jean Ier sont de Richilde de Lavardin, seule épouse du comte. C'est à ce jour la version suivie par les participants du site de généalogies Roglo à l'article Jean Ier de Vendôme.